# Oncocera semirubella
Oncocera semirubella (Scopoli, 1763) è un lepidottero appartenente alla famiglia Pyralidae, diffuso in Eurasia.

## Descrizione
Le ali anteriori sono di colore rosa e giallo, a volte con una striscia biancastra lungo la costa; l'apertura alare oscilla fra i 17 e i 29 mm

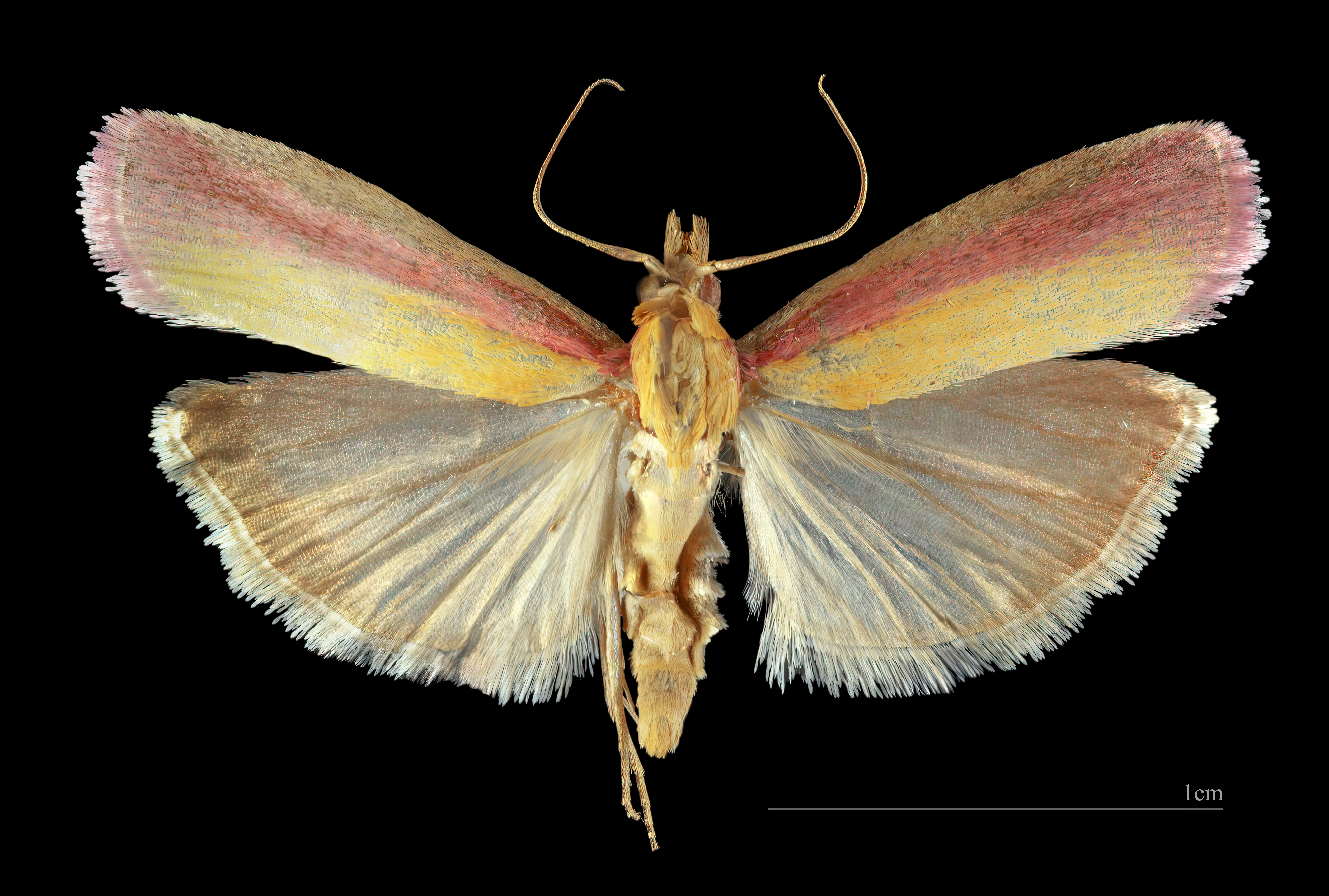
Oncocera semirubella♂
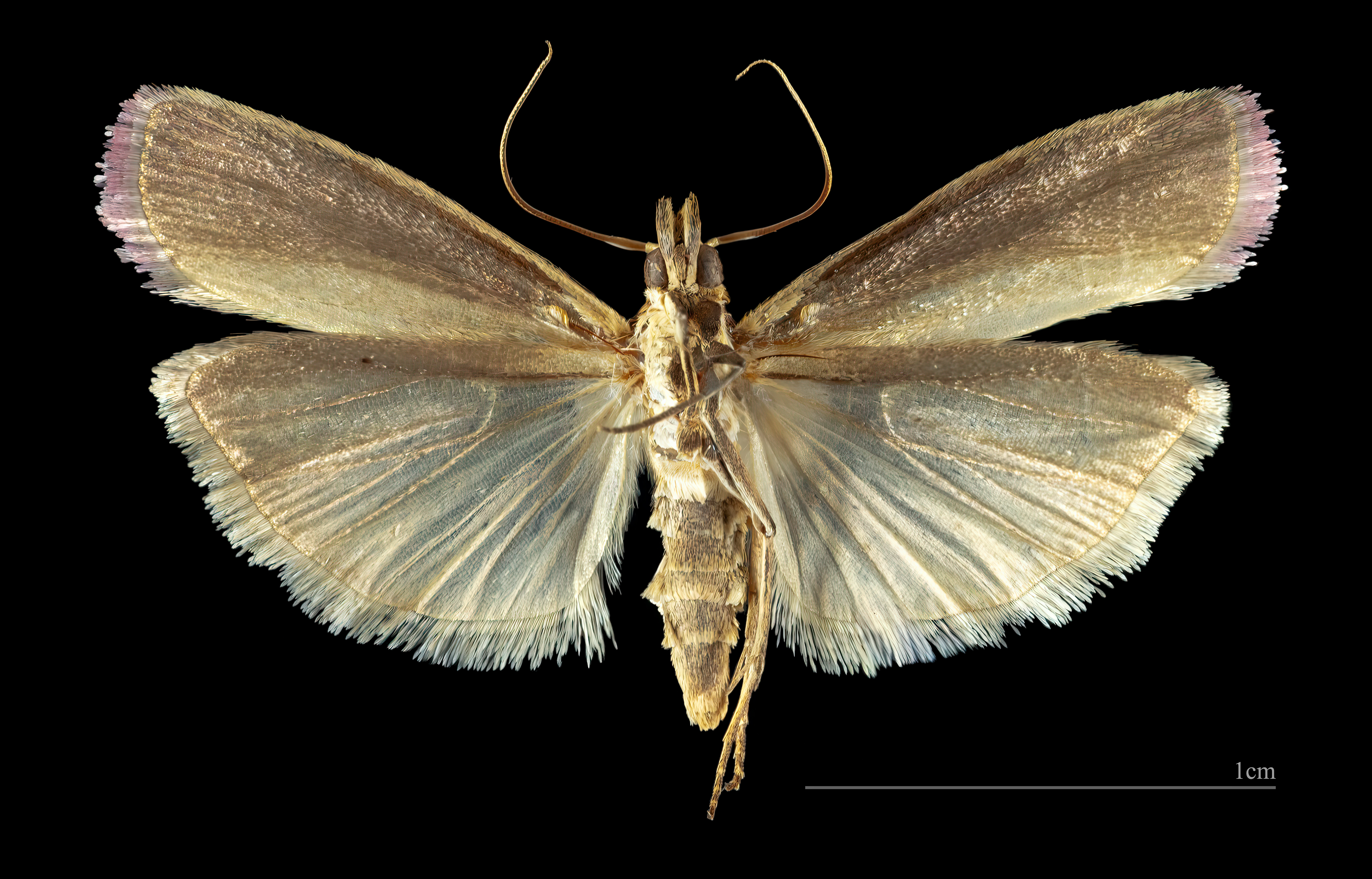
Oncocera semirubella♂ △

## Biologia

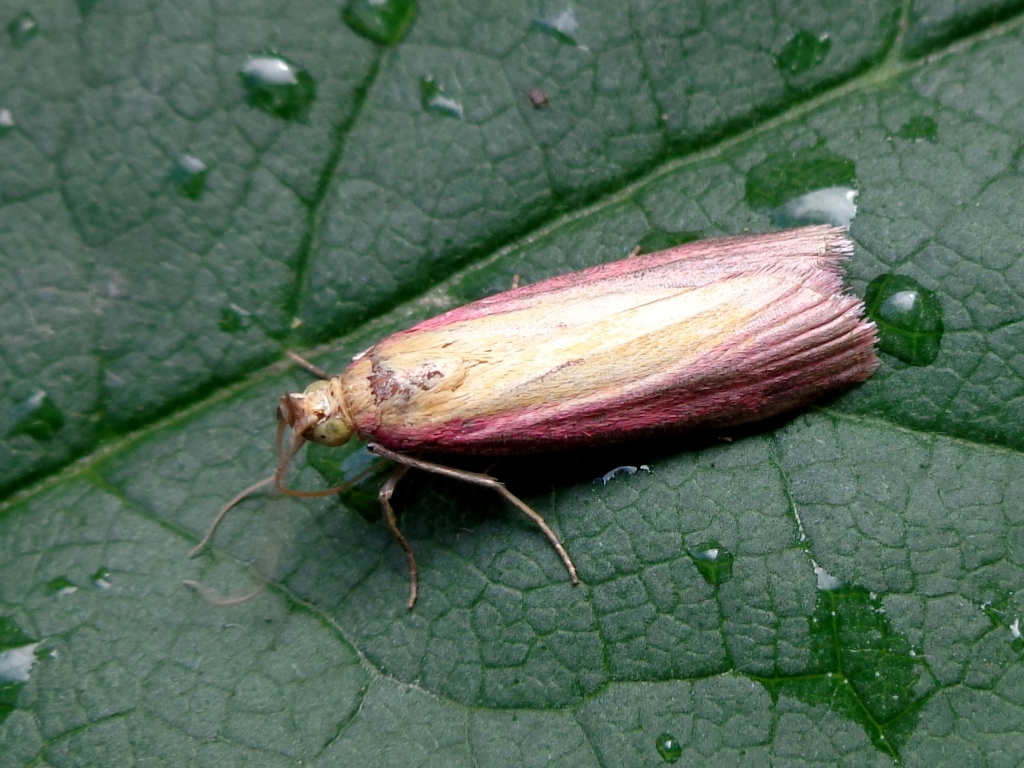
Esemplare fotografato a Bērzi (Īslīce, Bauska, Lettonia)

Il bruco si nutre di varie piante, da generi quali Lotus, Trifolium, Medicago, Hippocrepis e Ononis. I bozzoli, molto densi, vengono tessuti tra le piante ospiti o sul terreno, e gli adulti appaiono tra giugno e agosto; sono attivi da appena prima del crepuscolo e, la notte, sono attratti dalla luce.

## Distribuzione e habitat
In Europa, la specie è attestata quasi ovunque, con l'eccezione di alcune isole settentrionali (Islanda, Svalbard). In Gran Bretagna è diffusa nelle contee più meridionali (dal Kent al Somerset e al Norfolk), e si rinviene principalmente sulle rupi calcaree; sull'isola di Wight abita le zone collinari in chalk. In Belgio è rara, più diffusa nel sud del Paese.
È inoltre documentata in alcune regioni dell'Asia (Russia asiatica, Cina, Corea, Giappone, Taiwan).

## Sottospecie
La specie comprende le seguenti sottospecie:
- Oncocera semirubella hyrcana Von Toll, 1948
- Oncocera semirubella icterella Ragonot, 1888
- Oncocera semirubella mediterranea Roesler, 1980
- Oncocera semirubella mongolica Roesler, 1980
- Oncocera semirubella shensicola Roesler, 1980
- Oncocera semirubella yuennanella Roesler, 1980